# Bistum Châlons
Das in Frankreich gelegene Bistum Châlons (lat.: Dioecesis Catalaunensis) wurde im 4. Jahrhundert gegründet. 1801 wurde das Bistum von Meaux übernommen, am 6. Oktober 1822 erfolgte die Wiederbegründung im Erzbistum Reims.
Bischofssitz ist Châlons-en-Champagne, bis 1998 Châlons-sur-Marne, im Nordosten Frankreichs in der historischen Landschaft Champagne. Châlons ist die Hauptstadt des Départements Marne und hat 48.400 Einwohner.
Bischofskirche ist die Kathedrale Saint-Etienne; eine weitere bedeutende Kirche in Châlons ist Notre-Dame-en-Vaux.